# Нефёдов, Сергей Александрович (историк)
Серге́й Алекса́ндрович Нефёдов (род. 4 ноября 1951, Свердловск) — советский и российский историк-клиодинамик. Кандидат физико-математических наук (1981), доктор исторических наук (2007), главный научный сотрудник Института истории и археологии Уральского отделения РАН.

## Биография
В 1973 году окончил математико-механический факультет Уральского университета. С 1975 года после окончания аспирантуры работал на кафедре вычислительной математики УрГУ. В рамках научной школы Н. Н. Красовского решал задачи в области теории управления динамических систем. В 1981 году защитил диссертацию на соискание степени кандидата физико-математических наук. Вспоминал: «У нас был маленький кружок, где мы спорили об истории и о политике — ведь они непосредственно связаны. Это плохо кончилось, нами заинтересовался КГБ, и нас стали таскать на допросы…»
В 1999 году защитил диссертацию «Метод демографических циклов в изучении социально-экономической истории допромышленного общества» на соискание степени кандидата исторических наук. С 2000 работает в Институте истории и археологии УрО РАН, сначала на должности старшего, затем — ведущего и главного научного сотрудника. В 2007 году защитил докторскую диссертацию по теме «Демографически-структурная теория и её применение в изучении социально-экономической истории России».
Член редколлегии/редакционных советов журналов «Canadien-American Slavic Studies», «Историческая психология и социология истории», «Вестник Тамбовского университета (Серия Гуманитарные науки)», «Историческая и социально-образовательная мысль», «История и современное мировоззрение».

## Научный вклад
Правда истории — на самом деле жестокая, циничная правда. 
Внёс вклад в изучение неомальтузианских демографических циклов — циклов, в которых периодически возникающее перенаселение приводит к голоду, что в свою очередь ведёт к социальным революциям, войнам и демографическим катастрофам. Существование демографических циклов в доиндустриальной истории Европы было обнаружено в 1930-х годах В. Абелем и М. Постаном. С. А. Нефёдовым в последнее время был сделан вклад в апробацию неомальтузианской теории на материале России и стран Востока. Продолжая работы Ф. Броделя, Э. Ле Руа Ладюри и Дж. Голдстоуна, С. А. Нефёдов считает, что демографические циклы были базовой характеристикой динамики всех сложных аграрных систем (а не только лишь исключительно китайским или средневековым европейским феноменом). В этом контексте С. А. Нефёдов описывает русскую революцию начала XX века как завершающую фазу демографического цикла. Дискуссия между С. А. Нефёдовым и Б. Н. Мироновым о причинах русской революции вовлекла в свою орбиту многих историков и стала одной из тем российских исторических журналов.
Лауреат премий «Общественная мысль-2008», «Общественная мысль-2011», премии имени академика Рычкова (2011), литературной премии журнала «Новый мир» (2016) и премии имени В. О. Ключевского (2024).

## Труды
Автор более 300 научных работ, в том числе восьми монографий, в частн. «Факторный анализ исторического процесса» (М., 2008), «Secular Cycles» (Oxford and Princeton, 2009; совместно с П. В. Турчиным), «История России. Факторный анализ» (в 2 т. М., 2010, 2011), «Уровень жизни населения и аграрное развитие России в 1900—1940 годах» (М., 2017).
Публиковался в изданиях Вопросы истории, Российская история, Вестник Российской академии наук, Вопросы экономики, Social Evolution & History, Economics & Sociology, Социологические исследования, Новейшая история России.

### Монографии
- Нефёдов С. А. История Древнего мира. — Москва: Владос, 1996. — 392 с. — ISBN 5-691-00017-9
- Нефёдов С. А. Демографически-структурный анализ социально-экономической истории России. — Екатеринбург: Изд. УГГУ, 2005. — 539 с.
- Нефёдов С. А. Концепция демографических циклов. — Екатеринбург: Изд. УГГУ, 2007. — 141 с.
- Нефёдов С. А. Война и общество. Факторный анализ исторического процесса. История Востока. — М.: Территория будущего, 2008. — 750 с. — (Университетская библиотека Александра Погорельского). — ISBN 5-91129-026-X.
- Нефёдов С. А. Аграрные и демографические итоги русской революции. — Екатеринбург: Изд. УГГУ, 2009. — 203 с.
- Turchin P. and Nefedov S. Secular Cycles Архивная копия от 18 мая 2013 на Wayback Machine. — Oxford and Princeton: Princeton University Press, 2009. — 349 р.
- Нефёдов С. А. История России. Факторный анализ. В 2 тт. — М.: Территория будущего, 2010, 2011.
- Нефёдов С. А. Аграрные и демографические итоги сталинской коллективизации. — Тамбов: Издательство ТГУ, 2013. — 285 с.
- Нефёдов С. А. Уровень жизни населения и аграрное развитие России в 1900—1940 годах. — Издательский дом «Дело» РАНХиГС, 2017. — 432 с.
- Как Россия стала отсталой страной : факторы формирования феномена промышленного отставания в России XIX века. — Издательские решения, 2024. — 286 с. ISBN 978-5-0064-4537-6

### Статьи
- Komlos J., Nefedov S. Compact Macromodel of Pre-Industrial Population Growth // Historical Methods. 2002. Vol. 35. № 2. P. 92-94.
- Nefedov S. Eski Rusia’ da Osmanli sistemi: Timar // DA — diyalog avrasya. Istambul, 2003. N. 8 P. 34-40.
- Nefedov S. A model of demographic cycles in a traditional society: the case of Ancient China // Social Evolution & History. 2004. Vol. 3. N 1. P. 69 — 80  Архивная копия от 8 декабря 2015 на Wayback Machine.
- Нефёдов С. А. Гибель Советского Союза в контексте истории мирового социализма Архивная копия от 5 ноября 2013 на Wayback Machine // Общественные науки и современность. 2002. № 6. С. 66-77. (с В. В. Алексеевым).
- Нефёдов С. А. Реформы Ивана III и Ивана IV: османское влияние // Вопросы истории. 2002. № 11. С. 30-53.
- Нефёдов С. А. О возможности применения структурно-демографической теории при изучении истории России XVI века // Отечественная история. 2003. № 5. С. 63-72.
- Нефёдов С. А. Теория демографических циклов и социальная эволюция древних и средневековых обществ Востока // Восток — Oriens. 2003. № 3. С. 5-22.
- Нефёдов С. А. Первые шаги российской модернизации: реформы середины XVII века // Вопросы истории. 2004. № 4. С. 33-52.
- Нефёдов С. А. Об экономических предпосылках русской революции Архивная копия от 24 сентября 2021 на Wayback Machine // Общественные науки и современность. 2005. № 3. — С. 83-96.
- Нефёдов С. А. Монгольские завоевания и формирование российской цивилизации // Вопросы истории. 2006. № 2. С. 113—123.
- Нефёдов С. А. Истоки 1905 года: «Революция извне»?// Вопросы истории. 2008. С. 47-60.
- Нефёдов С. А. О связи демографических показателей и потребления в России конца XIX-начала XX века // Российская история. 2009. № 2. С. 155—162.
- Нефёдов С. А. О причинах демографической стагнации в России накануне отмены крепостного права // Вопросы истории. 2010. № 8. С. 78-82.
- Нефёдов С. А. Уровень потребления в России начала XX века и причины русской революции Архивная копия от 18 июля 2020 на Wayback Machine // Общественные науки и современность. 2010. № 5. С. 126—137.
- Нефёдов С. А. К дискуссии об уровне потребления в пореформенной и предреволюционной России Архивная копия от 14 сентября 2019 на Wayback Machine // Российская история. 2011. № 1. С. 73-86.
- Нефёдов С. А. Постижение истории Архивная копия от 10 апреля 2017 на Wayback Machine // Эксперт. 2011. № 1. — С. 16-20.
- Нефёдов С. А. Уровень жизни населения в дореволюционной России // Вопросы истории. 2011. № 5. С. 127—136.
- Нефёдов С. А. Уровень потребления в России начала XX века и причины русской революции. // Общественные науки и современность. 2011. № 3. С. 97-111.
- Нефёдов С. А. Неомальтузианство в современной методологии истории // Вестник Российской академии наук. 2012. № 12. С. 1092—1100.
- Нефёдов С. А. Экономические законы истории // Вопросы экономики. 2012. № 11. С. 118—134.
- Нефёдов С. А. 1941 г.: дорога на Москву // Вопросы истории. 2012. № 7. С. 44-53.
- Нефёдов С. А. Происхождение «регулярного государства» Петра Великого // Вопросы истории. 2013. № 9. С. 167—168; 2014. № 1. С. 31-40; № 2. С. 42-58; № 4. С. 43-50; № 5. С. 52-63.
- Нефёдов С. А. Биологические причины голода 1933 года // Общественные науки и современность. 2013. № 1. С. 135—140.
- Нефедов С. А. Тайна Чингисхана // Новый мир. 2013. № 7. С. 126—136.
- Нефедов С. А. Реабилитация Николая II // Былые годы. 2013. № 30 (4). С. 5-19.
- Nefedov S. A. Modeling malthusian dynamics in pre-industrial societies // Social Evolution & History. 2014. Vol. 13. № 1. P. 172—184.
- Nefedov S. A. Consumption level during the period of holodomor // Economics & Sociology . 2014. Vol. 7. № 4. P. 139—149.
- Нефедов С. А. Measuring the Famine: Consumption Level in 1933 // Былые годы. 2014. № 2. С. 226—232.
- Нефедов С. А. 1914 год: конец старого мира // Новый мир. 2014. № 6. С. 172—184.
- Нефедов С. А. Великая провокация 9 января 1905 года. // Новый мир. 2015. № 1.С.153-166.
- Nefedov S. A. Debate on the population well-being and the Russian revolution. // Social Evolution & History. 2015. Т. 14. № 1. С. 116—124.
- Nefedov S. Origin of Russian Absolutism // Canadien-American Slavic Studies. 2015. Vol. 49. P. 338—350.
- Нефедов С. А. Как готовили революцию 1905 г. // Вопросы истории. 2015. № 6. С. 68-87. № 7. С. 41-55. № 9. С. 34-50. № 11. С. 34-55.
- Нефедов С. А. «Молодёжный бугор» и первая русская революция Архивная копия от 27 августа 2020 на Wayback Machine // Социологические исследования. 2015. № 7. С. 140—147.
- Нефедов С. А. Судные дни 1916 года // Новый мир. 2016. № 4. С. 137—144.
- Нефедов С. А. «Астория» // Новый мир. 2016. № 10. С.142-150.
- Nefedov S. A Try-Out of the February Revolution? // Былые годы. 2016. Т. 42. Вып. 4. C. 1378—1385.
- Нефедов С. А. О русской революции // Эксперт. 2016. № 44. С. 58-63.
- Nefedov S. Student Movement in St. Petersburg Shortly before the Revolution of 1905 year // Былые годы. 2016. Т. 40. Вып. 2. С. 508—515.
- Nefedov S. Student Tumult in St. Petersburg Shortly Before the Revolution of 1905 // Былые годы. 2016. Т. 41. Вып. 3. С. 784—793.
- Нефедов С. А. Студенческое движение в Москве накануне революции 1905 г.: анатомия протеста Архивная копия от 14 октября 2017 на Wayback Machine // Quaestio Rossica. 2016. № 3. С. 235—253.
- Sergei Nefedov, Michael Ellman. The Development of Living Standards in Russia Before the First World War: An Examination of the Anthropometric Data // Revolutionary Russia. — 2016-07-02. — Т. 29, вып. 2. — С. 149–168. — ISSN 0954-6545. — doi:10.1080/09546545.2016.1243618.
- Нефедов С. А. Личный враг императора // Новый мир. 2017. № 3. С. 115—124.
- Нефедов С. А. Суета вокруг революции // Гуманитарные науки в Сибири. 2017. Т. 24. № 1. С. 5-12.
- Нефедов С. А. Неизвестная Февральская революция (Часть 1, 2) // Новейшая история России. 2017. № 4. С. 7-21; 2018. № 1. С. 29-44.
- Нефедов С. А. Продовольственный кризис в Петрограде накануне Февральской революции // Quaestio Rossica. 2017. Т. 5. № 3. С. 635—655.
- Нефедов С. А. «Вызовы» и «ответы» в истории России (на примере допетровских и петровских реформ, 1615—1725 гг.) // Социологические исследования. 2017. № 9. С. 78-87.
- Нефедов С. А., Эллман М. О динамике уровня жизни в России, 1874—1912 гг. Архивная копия от 19 июля 2020 на Wayback Machine // Вестник Южно-Уральского государственного университета. Серия: Социально-гуманитарные науки. 2018. Т. 18. № 1. С. 30-39.
- Нефедов С. А. «Вызовы» и «ответы» в истории России XVIII века // Социологические исследования. 2018. № 10. С. 120—129.
- Нефедов С. А. «Вызовы» и «ответы» в истории России: первая половина XIX века // Социологические исследования. 2019. № 6. С. 95-105.
- Nefedov S., Ellman M. The Soviet Famine of 1931—1934: Genocide, a Result of Poor Harvests, or the Outcome of a Conflict Between the State and the Peasants? // Europe-Asia Studies. Vol. 71, 2019. Issue 6, 1048—1065 рр.
- Нефедов С. А. Уровень потребления в оскудевшем центре России и причины русской революции // Новейшая история России. 2020. № 4. С. 826—843.
- Nefedov S., Ellman M. Excess mortality in Russia in 1868—1912 and its historiographic implications //Social Evolution and History. 2021. Т. 20. № 1. С. 173—197.
- Нефедов С. А. Сверхсмертность в России в конце XIX — начале XX в. //Вопросы истории. 2021. № 10-1. С. 75-83.
- Нефедов С. А. О формировании феномена экономического отставания России в первой половине XIX века //Вестник СПбГУ. Экономика. 2021 Т. 37 Вып. 3. С. 489—509.
- Нефедов С. А. К дискуссии об уровне жизни в России в конце XIX — начале XX в. //Вопросы истории. 2022. № 3-1. С. 44-50.
- Нефедов С. А. Региональные эффекты столыпинской реформы //Новейшая история России. 2022. Т. 12. № 4. С. 925—935.
- Нефедов С. А. Происхождение российского абсолютизма в контексте теории военной революции // Studia Slavica et Balcanica Petropolitana. 2022. № 2 (32). С. 3-14.
- Нефедов С. А. Петровские преобразования в контексте теории военной революции // Вестник Московского университета. Экономика. 2023. № 2. С. 82-96.